# Liste des épisodes des Nouvelles Aventures de Sabrina
Cet article présente la liste des épisodes de la série télévisée américaine Les Nouvelles Aventures de Sabrina.
C'est une adaptation de la série de comics Sabrina, l'apprentie sorcière de l'éditeur Archie Comics et plus précisément de son spin-off horrifique intitulé Chilling Adventures of Sabrina. Il s'agit de la onzième adaptation télévisée des aventures de Sabrina et la cinquième en prise de vues réelle. Elle se déroule dans un univers connecté comprenant plusieurs séries mettant en scène des personnages de l'éditeur et démarré en 2017 avec la série Riverdale.

## Liste des épisodes

### Saison 1

#### Partie 1
| Chap. | Part. | Titre original                                               | Titre français                                     | Scénario                                | Réalisation            | Première diffusion sur Netflix |
| ----- | ----- | ------------------------------------------------------------ | -------------------------------------------------- | --------------------------------------- | ---------------------- | ------------------------------ |
| 1     | 1     | Chapter One: October Country                                 | Chapitre un : Pays d'octobre                       | Roberto Aguirre-Sacasa                  | Lee Toland Krieger     | 26 octobre 2018                |
| 2     | 2     | Chapter Two: The Dark Baptism                                | Chapitre deux : Le Baptême Obscur                  | Roberto Aguirre-Sacasa                  | Lee Toland Krieger     | 26 octobre 2018                |
| 3     | 3     | Chapter Three: The Trial of Sabrina Spellman                 | Chapitre trois : Le Procès de Sabrina Spellman     | Ross Maxwell                            | Rob Seidenglanz        | 26 octobre 2018                |
| 4     | 4     | Chapter Four: Witch Academy                                  | Chapitre quatre : L'Académie des Sorcières         | Donna Thorland                          | Rob Seidenglanz        | 26 octobre 2018                |
| 5     | 5     | Chapter Five: Dreams in a Witch House                        | Chapitre cinq : Rêves dans une maison de sorcières | Matthew Barry                           | Maggie Kiley           | 26 octobre 2018                |
| 6     | 6     | Chapter Six: An Exorcism in Greendale                        | Chapitre six : Un Exorcisme à Greendale            | Joshua Conkel & MJ Kaufman              | Rachel Talalay         | 26 octobre 2018                |
| 7     | 7     | Chapter Seven: Feast of Feasts                               | Chapitre sept : La Fête des Fêtes                  | Oanh Ly                                 | Viet Nguyen            | 26 octobre 2018                |
| 8     | 8     | Chapter Eight: The Burial                                    | Chapitre huit : L'Enterrement                      | Lindsay Calhoon & Christianne Hedtke    | Maggie Kiley           | 26 octobre 2018                |
| 9     | 9     | Chapter Nine: The Returned Man                               | Chapitre neuf : Le Mortel Ressuscité               | Axelle Carolyn & Christina Ham          | Craig William Macneill | 26 octobre 2018                |
| 10    | 10    | Chapter Ten: The Witching Hour                               | Chapitre dix : Minuit                              | Roberto Aguirre-Sacasa & Ross Maxwell   | Rob Seidenglanz        | 26 octobre 2018                |
| 11    | 11    | Chapter Eleven: A Midwinter's Tale (Épisode spécial de Noël) | Chapitre Onze : Un Conte d'Hiver                   | Roberto Aguirre-Sacasa & Donna Thorland | Jeff Woolnough         | 14 décembre 2018               |

#### Partie 2
| Chap. | Part. | Titre original                                       | Titre français                                               | Scénario                                   | Réalisation                | Première diffusion sur Netflix |
| ----- | ----- | ---------------------------------------------------- | ------------------------------------------------------------ | ------------------------------------------ | -------------------------- | ------------------------------ |
| 12    | 1     | Chapter Twelve: The Epiphany                         | Chapitre douze : L'Épiphanie                                 | Roberto Aguirre-Sacasa                     | Kevin Sullivan             | 5 avril 2019                   |
| 13    | 2     | Chapter Thirteen: The Passion of Sabrina Spellman    | Chapitre treize : La Passion de Sabrina Spellman             | MJ Kaufman & Christina Ham                 | Michael Goi                | 5 avril 2019                   |
| 14    | 3     | Chapter Fourteen: Lupercalia                         | Chapitre quatorze : Lupercales                               | Oanh Ly                                    | Salli Richardson-Whitfield | 5 avril 2019                   |
| 15    | 4     | Chapter Fifthteen: Doctor Cerberus's House of Horror | Chapitre quinze : La Maison de l'Horreur du Docteur Cerberus | Ross Maxwell                               | Alex Garcia Lopez          | 5 avril 2019                   |
| 16    | 5     | Chapitre Sixteen: Blackwood                          | Chapitre seize : Blackwood                                   | Matthew Barry                              | Alex Pillai                | 5 avril 2019                   |
| 17    | 6     | Chapter Seventeen: The Missionaries                  | Chapitre dix-sept : Les Missionnaires                        | Donna Thorland                             | Rob Seidenglanz            | 5 avril 2019                   |
| 18    | 7     | Chapter Eighteen: The Miracles of Sabrina Spellman   | Chapitre dix-huit : Les Miracles de Sabrina Spellman         | Christianne Hedtke & Lindsay Calhoon Bring | Antonio Negret             | 5 avril 2019                   |
| 19    | 8     | Chapter Nineteen: The Mandrake                       | Chapitre dix-neuf : Le Sort de la Mandragore                 | Joshua Conkel                              | Kevin Sullivan             | 5 avril 2019                   |
| 20    | 9     | Chapter Twenty: The Mephisto Waltz                   | Chapitre vingt : La Valse de Mephisto                        | Roberto Aguirre-Sacasa                     | Rob Seidenglanz            | 5 avril 2019                   |

### Saison 2
Le 18 décembre 2018, Netflix annonce le renouvellement de la série pour une deuxième saison de 16 épisodes, divisée en deux parties comme la première. La série ne sera pas renouvelée au-delà de la partie 4.

#### Partie 3
| Chap. | Part. | Titre original                           | Titre français                                | Scénario                             | Réalisation            | Première diffusion sur Netflix |
| ----- | ----- | ---------------------------------------- | --------------------------------------------- | ------------------------------------ | ---------------------- | ------------------------------ |
| 21    | 1     | Chapter Twenty-One: The Hellbound Heart  | Chapitre vingt-et-un : Un Cœur aux Enfers     | Roberto Aguirre-Sacasa               | Rob Seidenglanz        | 24 janvier 2020                |
| 22    | 2     | Chapter Twenty-Two: Drag Me To Hell      | Chapitre vingt-deux : Traîne-moi en Enfer     | Ross Maxwell                         | Alex Pillai            | 24 janvier 2020                |
| 23    | 3     | Chapter Twenty-Three: Heavy Is The Crown | Chapitre vingt-trois : Lourde est la Couronne | Oanh Ly                              | Rob Seidenglanz        | 24 janvier 2020                |
| 24    | 4     | Chapter Twenty-Four: The Hare Moon       | Chapitre vingt-quatre : La Lune du Lièvre     | Donna Thorland                       | Viet Nguyen            | 24 janvier 2020                |
| 25    | 5     | Chapitre Twenty-Five: The Devil Within   | Chapitre vingt-cinq : Le Diable Intérieur     | Matthew Barry                        | Roxanne Benjamin       | 24 janvier 2020                |
| 26    | 6     | Chapter Twenty-Six: All Of Them Witches  | Chapitre vingt-six : Une Bande de Sorcières   | Joshua Conkel                        | Michael Goi            | 24 janvier 2020                |
| 27    | 7     | Chapter Twenty-Seven: The Judas Kiss     | Chapitre vingt-sept : Le Baiser de Judas      | Lindsay Calhoon Bring                | Craig William Macneill | 24 janvier 2020                |
| 28    | 8     | Chapter Twenty-Eight: Sabrina Is Legend  | Chapitre vingt-huit : Sabrina est une Légende | Roberto Aguirre-Sacasa & Daniel King | Rob Seidenglanz        | 24 janvier 2020                |

#### Partie 4
| Chap. | Part. | Titre original                                  | Titre français                                                   | Scénario                            | Réalisation       | Première diffusion sur Netflix |
| ----- | ----- | ----------------------------------------------- | ---------------------------------------------------------------- | ----------------------------------- | ----------------- | ------------------------------ |
| 29    | 1     | Chapter Twenty-Nine: The Eldritch Dark          | Chapitre vingt-neuf : Les Abominations                           | Roberto Aguirre-Sacasa & Gigi Swift | Jeff Woolnough    | 31 décembre 2020               |
| 30    | 2     | Chapter Thirty: The Uninvited                   | Chapitre trente : Le Pestiféré                                   | Katie Avery                         | Alex Pillai       | 31 décembre 2020               |
| 31    | 3     | Chapter Thirty-One: The Weird One               | Chapitre trente-et-un : Les nouvelles sœurs du Destin            | Jenina Kibuka                       | Lisa Soper        | 31 décembre 2020               |
| 32    | 4     | Chapter Thirty-Two: The Imp of the Perverse     | Chapitre trente-deux : Le vœu de Blackwood                       | Christianne Hedtke                  | Antonio Negret    | 31 décembre 2020               |
| 33    | 5     | Chapter Thirty-Three: Deus Ex Machina           | Chapitre trente-trois : Deus Ex Machina                          | Eleanor Jean                        | Amanda Tapping    | 31 décembre 2020               |
| 34    | 6     | Chapter Thirty-Four: The Returned               | Chapitre trente-quatre : Les revenants                           | Oanh Ly & Ross Maxwell              | Catriona McKenzie | 31 décembre 2020               |
| 35    | 7     | Chapter Thirty-Five: The Endless                | Chapitre trente-cinq : Sabrina Morningstar, l'apprentie-sorcière | Donna Thorland & Matthew Barry      | Kevin Sullivan    | 31 décembre 2020               |
| 36    | 8     | Chapter Thirty-Six: At the Mountains of Madness | Chapitre trente-six : La fiancée du néant                        | Roberto Aguirre-Sacasa              | Rob Seidenglanz   | 31 décembre 2020               |